# Mattamy National Cycling Centre
Das Mattamy National Cycling Centre (französisch Centre national du cyclisme Mattamy) ist eine überdachte Radrennbahn in der kanadischen Stadt Milton, Provinz Ontario. Die Radrennbahn ist das erste geschlossene Velodrom Kanadas, das den internationalen Standards des Weltradsportverbandes UCI entspricht und auf der offizielle internationale Wettbewerbe stattfinden können.

## Geschichte
Das Mattamy National Cycling Centre wurde am 9. Januar 2015 offiziell eröffnet; es beherbergt das Cisco Milton Velodrome. Erbaut wurde die Sportstätte für die Bahnrad-Wettbewerbe der Panamerikanischen Spiele 2015, die vom 10. bis 26. Juli im 50 Kilometer entfernten Toronto ausgetragen werden. Anschließend fanden im Velodrom die Rennen der Parapan American Games statt.
Das Cisco Milton Velodrome verfügt über eine über eine 250-Meter-lange Holzbahn aus Sibirischer Fichte mit einer Kurvenüberhöhung von 42 Grad. Es stehen 1500 Sitzplätze zur Verfügung, die während der Panamerikanischen Spiele auf 3000 Sitzplätze erweitert wurden. Erster Wettbewerb auf der Radrennbahn waren die kanadischen Meisterschaften im Bahnradsport 2014 (!), die ursprünglich im Herbst zuvor stattfinden sollten, aber verschoben werden mussten, weil der Bau nicht rechtzeitig fertiggestellt war.
Nachdem die Radrennbahn der Olympischen Spiele 1976 in Montreal 1989 abgerissen worden war, hatten die kanadischen Bahnradsportler 25 Jahre lang weder eine geschlossene Bahn noch eine, die dem internationalen Standard entsprach. Bisher gab es Nordamerika nur einzige entsprechende Bahn, das Velo Sports Center in Los Angeles, die auch von kanadischen Sportler zum Training genutzt wurde. Ursprünglich sollte die Bahn für die Panamerikanischen Spiele 2014 in Hamilton erstehen, was aber an der Finanzierung scheiterte.
Nach den Spielen wird das Mattamy National Cycling Centre - Home of Canadian Cycling als Sitz des kanadischen Radsportverbandes Cycling Canada und nationales Trainingszentrum dienen. Zudem kann das Centre für andere Sportarten wie Volley- und Basketball genutzt werden.
Im September 2016 bewarb sich Cycling Canada für die Ausrichtung von drei Weltcupläufen im Mattamy National Cycling Centre in den drei aufeinanderfolgenden Saisons 2017/18, 2018/19 sowie 2019/20.

## Canadian Cycling Hall of Fame
Im Velodrom wurde auch eine Canadian Cycling Hall of Fame eingerichtet, in die zur Einweihung im Jahre 2015 die ersten neun Mitglieder aufgenommen wurden.
- Steve Bauer (2015), Straßenradrennfahrer
- Cindy Devine (2021), Mountainbikerin
- Patrice Drouin/Chantal Lachance (2021), Radsport-Organisatoren
- Tanya Dubnicoff (2015), Bahnradsportlerin
- Gordon Fraser (2016), Straßenradrennfahrer
- Pierre Gachon (2021), Straßenradrennfahrer
- Curt Harnett (2015), Bahnradsportler
- Linda Jackson (2018), Straßenradrennfahrerin
- Marc Lemay (2015), Funktionär
- Louise LaLonde (2016), Kommissärin
- Gary Longhi (2017), Paracycler
- Jocelyn Lovell (2015), Straßenradrennfahrer
- Lori-Ann Muenzer (2015), Bahnradsportlerin
- Torchy Peden (2015), Bahnradsportler
- Marie-Hélène Prémont (2016); Mountainbikerin
- Albert Schelstraete-Coulier (2017), Funktionär
- Gordon Singleton (2015), Bahnradsportler
- Steve Smith (2017), Mountainbiker
- Alex Stieda (2016), Straßenradrennfahrer
- Karen Strong (2017), Straßenradrennfahrerin
- Alison Sydor (2015), (Straße, Querfeldein)
- Brian Walton (2016), Straßenradrennfahrer
- Robbi Weldon (2021), Paracyclerin
- Eric Wohlberg (2018), Straßenradrennfahrer
- Nora Young (2018), Straßenradrennfahrerin
- Mannschaftsverfolgungs-Team von 1908 (William Anderson, Walter Andrews, Frederick McCarthy und Willie Morton)